# Чико (Вашингтон)
Чико (англ. Chico) — переписна місцевість (CDP) в США, в окрузі Кітсеп штату Вашингтон. Населення — 2723 особи (2020).

## Географія
Чико розташоване за координатами 47°37′24″ пн. ш. 122°43′11″ зх. д. / 47.62333° пн. ш. 122.71972° зх. д. (47.623440, -122.719844).  За даними Бюро перепису населення США в 2010 році переписна місцевість мала площу 5,93 км², уся площа — суходіл.

## Демографія
Згідно з переписом 2010 року, у переписній місцевості мешкало 2259 осіб у 867 домогосподарствах у складі 676 родин. Густота населення становила 381 особа/км².  Було 916 помешкань (154/км²).
Расовий склад населення:
| - 82,0 % — білих - 8,2 % — азіатів - 3,0 % — чорних або афроамериканців - 1,2 % — вихідців з тихоокеанських островів - 0,4 % — корінних американців |

До двох чи більше рас належало 4,4 %. Частка іспаномовних становила 4,9 % від усіх жителів.
За віковим діапазоном населення розподілялося таким чином: 21,7 % — особи молодші 18 років, 63,2 % — особи у віці 18—64 років, 15,1 % — особи у віці 65 років та старші. Медіана віку мешканця становила 46,5 року. На 100 осіб жіночої статі у переписній місцевості припадало 92,4 чоловіків;  на 100 жінок у віці від 18 років та старших — 96,2 чоловіків також старших 18 років.
Середній дохід на одне домашнє господарство  становив 118 873 долари США (медіана — 107 361), а середній дохід на одну сім'ю — 127 232 долари (медіана — 118 250). Медіана доходів становила 73 906 доларів для чоловіків та 50 136 доларів для жінок. За межею бідності перебувало 4,2 % осіб, у тому числі 5,1 % дітей у віці до 18 років та 8,9 % осіб у віці 65 років та старших.
Цивільне працевлаштоване населення становило 1080 осіб. Основні галузі зайнятості: освіта, охорона здоров'я та соціальна допомога — 34,5 %, публічна адміністрація — 16,0 %, роздрібна торгівля — 14,3 %.